# Alpha et Omega
Alpha et Omega bzw. A∴O∴ bezeichnet einen aus dem Golden Dawn hervorgegangenen Nachfolgeorden, der um 1900/1903 gegründet wurde. Samuel Liddell MacGregor Mathers, einer der Gründer des Golden Dawn, vereinigte unter diesem Namen jene Tempel, die ihm gegenüber, nach der Abspaltung der Adepten des Londoner Muttertempels Isis-Urania, weiterhin loyal geblieben waren. In seinen aktiven Jahren verfügte der Orden über drei Tempel innerhalb Großbritanniens und über weitere in Frankreich und den USA.
Bekannte Mitglieder des A∴O∴ waren Paul Foster Case, der spätere Begründer der Builders of the Adytum, und Dion Fortune, die spätere Gründerin der Fraternity of the Inner Light.

## Geschichte
Der A∴O∴ sah sich als einziger legitimer Nachfolger des Golden Dawn, während die Stella Matutina als illegitim betrachtet wurde. Gleich nach der Rebellion des Londoner Muttertempels Isis-Urania, sammelte Berridge alle Mathers noch loyal gebliebenen Adepten in dem neu begründeten Isis-Tempel. Kritiker weisen jedoch darauf hin, dass William Wynn Westcott, ebenfalls einer der Gründer des Golden Dawn, obwohl er anfangs ebenfalls dem Isis-Tempel beitrat, gleichzeitig mit den Rebellen in Verbindung stand und später bis zu seinem Tod weiterhin Robert William Felkin bei dessen Aufbau der Stella Matutina unterstützte.
Nach dem Tod von MacGregor Mathers, am 19. November 1918, übernahm William Brodie-Innes zusammen mit Moina Mathers und Edmund Berridge die Leitung des Ordens. Allerdings dauerte diese Dreierkonstellation nur relativ kurze Zeit an, denn nach dem Tod von Berridge († 13. Mai 1920) und Brodie-Innes († 8. Dezember 1923) verblieb nur noch Moina Mathers, die sich als alleinige Leiterin sah. Jedoch schien der A∴O∴ bereits vorher in zwei verschiedene Zweige zerfallen zu sein, die kaum noch miteinander in Kontakt standen. Denn gleich nach ihrer Rückkehr nach London in 1919, übernahm Moina Mathers die Kontrolle über die Londoner Tempel, während Brodie-Innes, der das eigentliche Oberhaupt des A∴O∴ war, sich auf seinen schottischen Zweig beschränkte.
Nach Moina Mathers Tod († 25. Juli 1928) übernahmen Isabel Morgan Boyd, ihre Tochter Esme Boyd und Edward John Langford-Garstin die Leitung über den Londoner Isis-Tempel, der auf Weisung der „Geheimen Oberen“ zu Beginn des Zweiten Weltkriegs offiziell geschlossen wurde. Dabei wurden die Tempeleinrichtungsgegenstände und Lehrschriften im Feuer verbrannt.
Einige Aktivitäten des Alpha et Omega hielten offenbar noch bis in die 1970er Jahre an, paradoxerweise aber jetzt unter der Vorherrschaft der Stella Matutina. Denn Brodie-Innes hatte Carnegie Dickson zu seinem Nachfolger ernannt, der zugleich Oberhaupt aller verbleibenden britischen Tempel der Stella Matutina war, wodurch die beiden Zweige faktisch wieder zusammenfanden. Insbesondere die Aktivitäten des Hermes-Tempels in Bristol dauerten noch bis in die 1970er Jahre an, obwohl bereits seit den 1960er Jahren keine Initiationen mehr vorgenommen wurden.

## Bekannte Mitglieder
1918 wurde Paul Foster Case in den Thoth-Hermes-Tempel No. 9 in New York initiiert und stieg rasch in leitende Funktion auf. Er wurde 1922 wegen Meinungsverschiedenheiten, u. a. bezüglich Sexualmagie, durch Moina Mathers ausgeschlossen.
Dion Fortune wurde in den Alpha-et-Omega-Tempel No. 3 in London eingeweiht. Wegen verschiedener Streitigkeiten mit Moina Mathers, u. a. wegen ihres Werks The Cosmic Doctrine musste sie den A∴O∴ verlassen, setzte aber später ihre Ausbildung in der Stella Matutina fort.

## Tempel des A∴O∴
Insgesamt gehörten dem A∴O∴ folgende Tempel an:
- Ahathoor No. 7, Paris
- Isis, London[1] (in Anlehnung an Isis-Urania No. 3 / Alpha et Omega No. 1) (1900 bis ca. 1939)[7]
- Neith, London (1910 bis 1912)[10]
- Alpha et Omega No. 2, Edinburgh (von Brodie-Innes wiederbelebter Amen-Ra No. 6)
- Alpha et Omega No. 3, London, (südlicher Zweig des Alpha et Omega No. 2) (1914 bis 1919)[5]
- Thme No. 8, Chicago
- Thoth-Hermes No. 9, New York City
- Ptah No. 10, Philadelphia
- Atoum No. 20, Los Angeles

## Aus dem Alpha et Omega hervorgegangene Organisationen
- Builders of the Adytum (BOTA) (1922)
- Fraternity of the Inner Light (ca. 1927) ab 1939 Society of the Inner Light[2]